# 2020 (wytwórnia płytowa)
2020 – wytwórnia muzyczna założona przez Taco Hemingwaya, duet PRO8L3M, Jedynaka i DJ Chwiała. W składzie są również CatchUp, duet Dwa Sławy, DZIARMA, Gruby Mielzky, HAŁASTRA, OKI, Otsochodzi, Pers i Łajzol. Pierwszym albumem wydanym przez wytwórnię była EPka V Dziarmy. Na potrzeby wytwórni powstał kanał YouTube 2020. Jest to przemianowany kanał NigdyStop TV. W 2020 był również: Gverilla.
W 2022 roku wytwórnia zamieniła się w kolektyw, zapowiadając wspólny album "club2020".

## Dyskografia
| Numer katalogowy   | Artysta                                       | Tytuł                                            | Data premiery        |
| ------------------ | --------------------------------------------- | ------------------------------------------------ | -------------------- |
| 2020-001           | Dziarma                                       | V                                                | 28 grudnia 2019      |
| 2020-002           | Oki                                           | 47 Playground                                    | 10 stycznia 2020     |
| 2020-003           | PRO8L3M                                       | Art Brut 2                                       | 6 marca 2020         |
| 2020-004           | Gverilla                                      | Hologram                                         | 13 marca 2020        |
| 2020-005           | Taco Hemingway                                | Jarmark                                          | 28 sierpnia 2020     |
| 2020-006           | Taco Hemingway                                | Europa                                           | 4 września 2020      |
| 2020-007           | Oki                                           | 77747 Mixtape                                    | 25 września 2020     |
| 2020-008           | Steez83                                       | Lost Tapes 001                                   | 22 grudnia 2020      |
| 2020-009           | PRO8L3M                                       | Fight Club                                       | 30 marca 2021        |
| 2020-010           | Gruby Mielzky                                 | Do wesela się zagoi                              | 26 marca 2021        |
| 2020-011           | OIO (Oki, Young Igi, Otsochodzi)              | OIO                                              | 7 maja 2021          |
| 2020-012           | CatchUp                                       | Perypetie                                        | 20 sierpnia 2021     |
| 2020-012           | CatchUp                                       | Wolne żarty                                      | 20 sierpnia 2021     |
| 2020-013           | Dziarma                                       | DZIARMA                                          | 10 grudnia 2021      |
| 2020-014           | Dwa Sławy                                     | Z archiwum X2                                    | 21 stycznia 2022     |
| 2020-015           | Łajzol                                        | Łajzol serious                                   | 8 kwietnia 2022      |
| 2020-016           | Oki                                           | Produkt47                                        | 10 czerwca 2022      |
| 2020-016           | Oki                                           | Jeżyk EP                                         | 10 czerwca 2022      |
| 2020-017           | Dizkret/Praktik                               | IQ (reedycja)                                    | 23 maja 2022         |
| 2020-018           | Otsochodzi                                    | Tarcho Terror                                    | 5 sierpnia 2022      |
| 2020-019           | DJ Niewidzialna Nerka                         | Niewidzialna Nerka (reedycja)                    | 14 lutego 2023       |
| 2020-020           | Gruby Mielzky                                 | Silny jak nigdy, wkurwiony jak zwykle (reedycja) | 28 października 2022 |
| 2020-021           | LXS (Lena Osińska, Steez83)                   | ANIMA                                            | 13 stycznia 2023     |
| 2020-022           | club2020                                      | club2020                                         | 10 marca 2023        |
| 2020-023           | club2020                                      | mixtape                                          | 10 marca 2023        |
| 2020-024           | Gruby Mielzky, Dwa Sławy, Pers, The Returners | I JEST TO MOŻLIWE mixtape                        | 19 maja 2023         |
| 2020-025           | HAŁASTRA                                      | KOMBINATORYKA                                    | 2 czerwca 2023       |
| 2020-025           | HAŁASTRA                                      | KOMBINATORYKA 1.1 EP                             | 2 czerwca 2023       |
| 2020-026           | Taco Hemingway                                | 1-800 OŚWIECENIE                                 | 22 września 2023     |
| 2020-027           | PRO8L3M                                       | PROXL3M                                          | 1 grudnia 2023       |
| 2020-028           | Dziarma                                       | Wifey Mixtape                                    | 2 lutego 2024        |
| 2020-029           | Otsochodzi                                    | TThe Grind                                       | 5 kwietnia 2024      |
| 2020-030           | CatchUp                                       | Kuku na muniu                                    | 19 kwietnia 2024     |
| 2020-031           | Gruby Mielzky, Pers                           | Do tańca i do różańca                            | 17 maja 2024         |
| 2020-031           | Gruby Mielzky, Pers                           | Na drugą nóżkę                                   | 17 maja 2024         |
| 2020-032           | Oki                                           | ERA47                                            | 7 czerwca 2024       |
| 2020-033           | PRO8L3M                                       | INSTRUMENTALS                                    | 16 września 2024     |
| 2020-034           | PRO8L3M                                       | ART BRUT REMIXED                                 | 19 grudnia 2024      |
| 2020-035           | Dwa Sławy                                     | Dobrze by było                                   | 24 stycznia 2025     |
| 2020-036           | Jan-Rapowanie                                 | GROTESKA                                         | 28 marca 2025        |
| Źródło: 2020.works |                                               |                                                  |                      |